# Paulo Silas
Paulo Silas (n. 27 august 1965) este un fost fotbalist brazilian.

## Statistici
| Brazilia | Brazilia | Brazilia |
| An       | Meciuri  | Goluri   |
| -------- | -------- | -------- |
| 1986     | 5        | 0        |
| 1987     | 5        | 0        |
| 1988     | 0        | 0        |
| 1989     | 16       | 1        |
| 1990     | 6        | 0        |
| 1991     | 0        | 0        |
| 1992     | 2        | 0        |
| Total    | 34       | 1        |